# 大毛神社
大毛神社（おおけじんじゃ）は、愛知県一宮市にある神社である。旧社格は郷社。
式内社の尾張国葉栗郡「大毛神社」である。

## 概況
- 899年（昌泰2年）創建。
- 江戸時代には、「六社明神」、「六所明神」と称していた。
- 大毛神社の別名として「ひながたの宮」と称されていたという。これは、景行天皇の皇女五百木入姫命（五百城入姫皇女）ゆかりの人形が祀られていたからという。ここの地名が五百入塚ということ、大毛神社の古跡として、庵入塚、天子塚、景行天皇墓が挙げられている（葉栗史誌）ことから、景行天皇、五百木入姫命に関わりが深いと言われている。
- 1872年（明治5年）、元の大毛神社に改称し、村社になる
- 1925年（大正14年）、郷社になる。

## 祭神
- 大御食都姫命

祭神ではないが、五百木入姫命も信仰されている。

## 交通機関
- 名鉄バス「大毛」バス停下車、徒歩5分
  - 名古屋鉄道名古屋本線・尾西線名鉄一宮駅、東海道本線尾張一宮駅（名鉄一宮駅バスターミナル3番のりば）より「山郷西」「138タワーパーク」行き